# 水戸市立見川小学校
水戸市立見川小学校（みとしりつ みがわしょうがっこう）は、茨城県水戸市見川にある公立小学校。略称は見小。見川中学校との併設校である。

## 概要
水戸市の中央部にある小学校である。旧校舎のそばには、徳川斉昭が植えたといわれるゆかりの桜がある。見川地区を学区としている。
2023年度の児童数は521人で、各学年は6年生を除いて3学級編成となっている。全体の児童数は2010年代以降横ばいであるが、特別支援学級の児童は増加傾向にある。

## 沿革
- 1873年（明治6年）9月11日 - 啓行小学校として、妙雲寺を借用して開校[6][7]。
- 1886年（明治19年） - 千波尋常小学校（現：緑岡小学校）の分教場に移行し、「千波尋常小学校見川分教場」に改称[8][9]。
- 1889年（明治22年） - 町村制が施行されて緑岡村となり、「緑岡村立緑岡尋常小学校見川分教場」に改称[9]。
- 1892年（明治25年）11月[注 1] - 本校から独立し、「緑岡村立見川尋常小学校」に改称[10][7]。
- 1898年（明治31年） - 見川稲荷神社の南隣に校舎を落成[7]。
- 1908年（明治41年） - 小学校令の改正により修業年限が6年となる。これに伴い、5・6年生を千波尋常小学校（現：緑岡小）へ収容[7]。
- 1909年（明治42年） - 千波尋常小学校から改称した緑岡尋常小学校の分教場に移行し、「緑岡村立緑岡尋常小学校見川分教場」に改称[7]。
- 1941年（昭和16年）4月 - 国民学校令施行に伴い、「緑岡国民学校見川分教場」に改称[9]。
- 1947年（昭和22年）4月 - 学校教育法施行に伴い、「緑岡村立緑岡小学校見川分校」に改称。
- 1951年（昭和26年） - 見川2丁目96番地の3に新校舎を落成し、移転[9]。
- 1952年（昭和27年）4月1日 - 水戸市への編入合併に伴い、「水戸市立緑岡小学校見川分校」に改称[9]。
- 1964年（昭和39年）4月1日 - 本校から独立し、「水戸市立見川小学校」に改称[11][9]。児童数の増加にあわせ、校舎の増築と運動場の拡張を実施[9]。
- 1965年（昭和40年） - 創立記念日を11月24日に制定。校旗を作成[9]。
- 1966年（昭和41年） - 校歌を作成し、発表会を開催[9]。
- 1967年（昭和42年）5月 - 給食室を設置し、完全給食を開始[注 2][9][12]。
- 1968年（昭和43年） - 児童数増加に伴い、鉄筋コンクリート造の校舎を増築[9]。
- 1970年（昭和45年） - 新校舎（北校舎）とプールを落成[9][13]。
- 1971年（昭和46年） - 教室不足のため、プレハブ校舎を設置[9]。
- 1972年（昭和47年） - 校舎を増築[9]。
- 1973年（昭和48年） - 体育館を落成[9]。
- 1974年（昭和49年） - 校舎を増築[9]。
- 1976年（昭和51年）
  - 4月 - 梅が丘小学校が分離開校[9][14]。
  - トルコ共和国のティメンカルマズ小学校と姉妹校を締結。木造校舎（旧校舎）を解体し、運動場を拡張[9]。
- 1984年（昭和59年） - 校訓を制定。南校舎を落成[9]。
- 1985年（昭和60年） - 金管バンドを結成[9]。
- 1987年（昭和62年） - 観察池を設置[9]。
- 1993年（平成5年） - 開放学級を開設[9]。
- 2000年（平成12年）4月1日 - 特別支援学級（自閉・情緒障がい児）を開設[15]。
- 2005年（平成17年）4月1日 - 特別支援学級（知的障がい児）を開設[15]。
- 2010年（平成22年）4月1日 - 通級指導教室を開設[15]。
- 2021年（令和3年）3月24日 - 新校舎を落成[15]。その後移転。

## 施設概要
主な施設を掲載。

### 現行施設

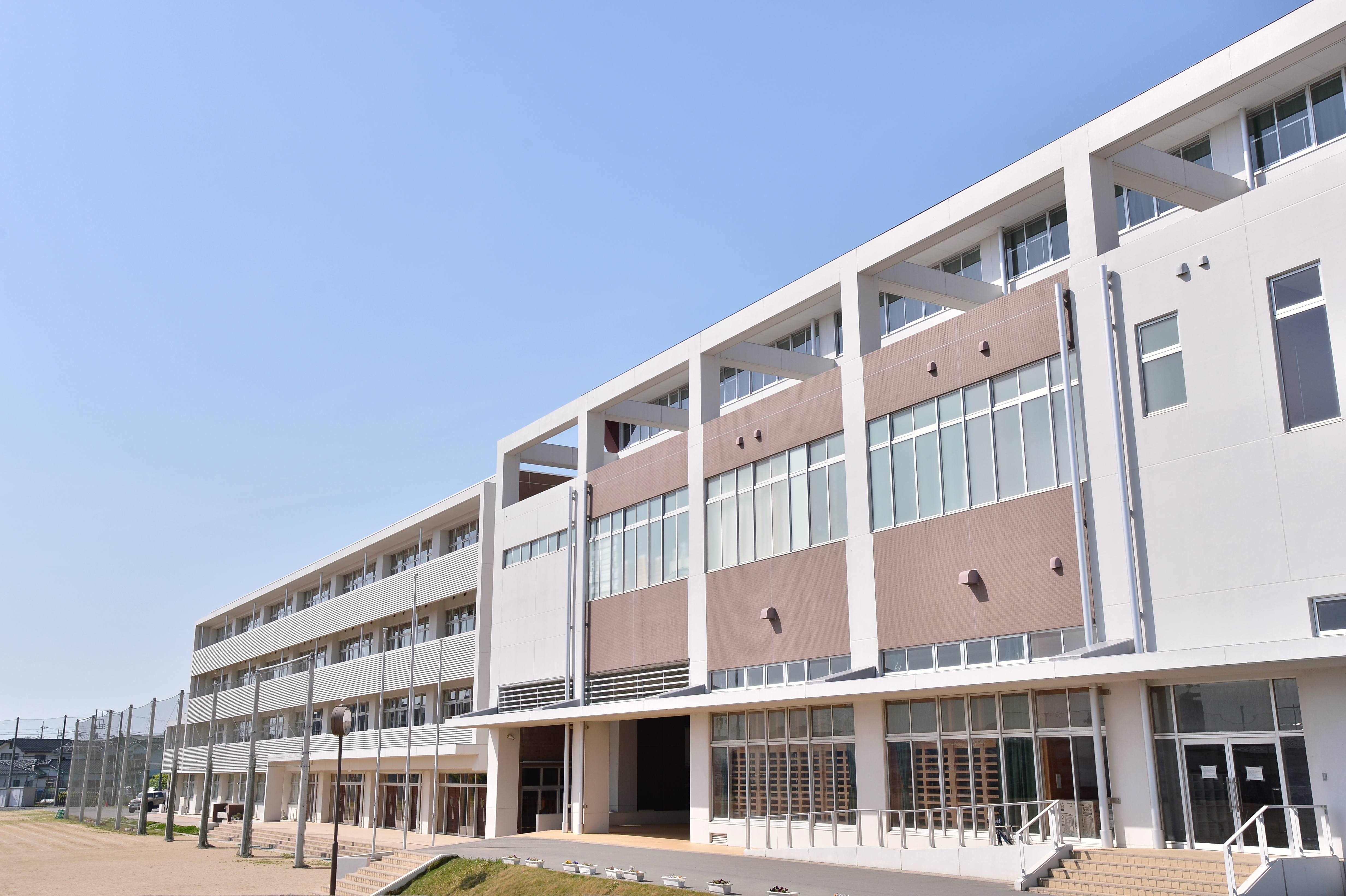
中学校の校舎（奥）と屋内運動場（手前）

- 校舎（6,554 m2[15]） - 2021年竣工の鉄筋コンクリート造4階建てで、2018年に竣工した屋内運動場に連結させた。エイプラス・デザインが設計を手掛けた[1]。中学校校舎と同様、真上から見ると「口」の字型となっている。鉄筋コンクリート造りであるが、内装は杉などの木材を多用して温もりのある空間に仕上げた。外装は、中学校や屋内運動場と違いを出すために縦のラインを入れている[1]。
- 屋内運動場（1,223 m2[15]） - 2018年竣工[15]。
- プール（300 m2[15]）
- 校庭

校舎以外は見川中学校と共用している。

### 旧施設
校地面積は13,418平方メートルであった。
- 校舎
  - 南校舎（1,965 m2[13]） - 1984年竣工の鉄筋コンクリート造3階建て[13][9]。
  - 北校舎（2,428 m2[13]） - 1970年竣工の鉄筋コンクリート造3階建て[13][9]。
- 給食室（170 m2[13]） - 1967年竣工[9]。
- 屋内運動場（700 m2） - 1973年竣工の鉄骨造平屋建て[13]。
- プール（300 m2[16]） - 1970年竣工。1990年に改修していた[9]。

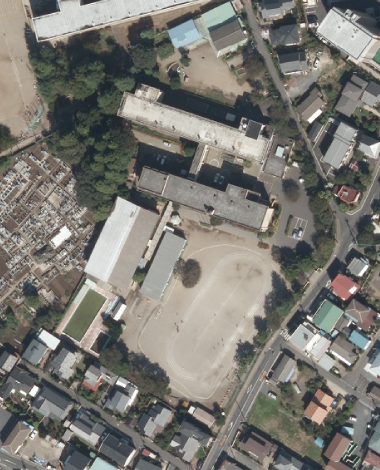
旧校舎時代の空中写真（2012年10月）

- 校庭

## 学区
- 見川1丁目 - 5丁目[4]

## アクセス

### 鉄道
- 東日本旅客鉄道（JR東日本）常磐線 - 赤塚駅から徒歩で約40分

### バス
- 「見川中学校入口」バス停（茨城交通）から徒歩で約3分

## 周辺
- 妙雲寺
- 水戸市立見川幼稚園
- カスミフードスクエア水戸見川店